# نژادپرستی فرهنگی

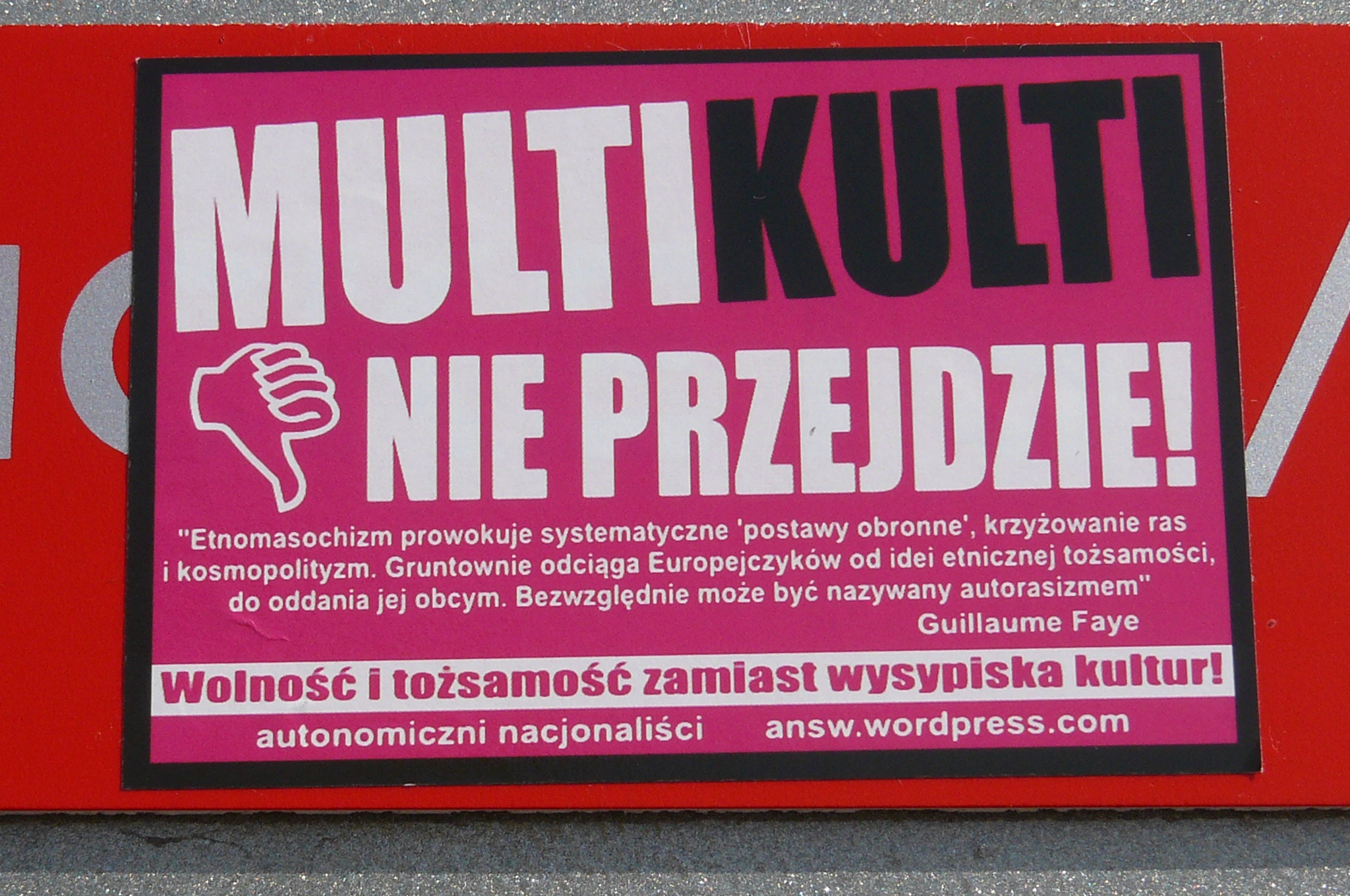
یک پوستر در وروتسواف در مخالفت با چندگانگی فرهنگی. این ایده که افراد با فرهنگ‌های مختلف می‌توانند در یک کشور زندگی کنند.

نژادپرستی فرهنگی، نژادپرستی جدید، یا نژادپرستی پست مدرن به این مفهوم اشاره دارد که برخی از فرهنگها نسبت به فرهنگهای دیگر برتر هستند و اساساً با هم ناسازگار بوده، توان همزیستی در یک جامعه را ندارند.
مفهوم نژادپرستی فرهنگی در دهه ۱۹۸۰ و ۱۹۹۰ توسط دانشمندان اروپای غربی مانند مارتین بارکر، اتین بالیبار و پیر آندره تقی‌اف توسعه یافت. آنها استدلال کردند که نژادپرستی بیولوژیکی در نیمه دوم قرن بیستم از مد افتاده و نژادپرستی جدیدی جایگزین آن شده‌است که به اختلافات فرهنگی ذاتی و غیرقابل حل متکی است و خاطرنشان کردند که این تغییر توسط جنبش‌های راست افراطی مانند نوول دروئت فرانسوی ترویج می‌شود.

## استدلال
1. خصومت بر اساس فرهنگ می‌تواند همان نتایج را موجب شود که نژادپرستی بیولوژیکی داشته‌است، مانند استثمار، ستم یا نسل‌کشی
2. نژادپرستان بیولوژیک تحت پوشش اختلاف فرهنگی به فعالیت خود ادامه می‌دهند.
3. نژادپرستی فرهنگی اقدام به تمایز گروه‌های انسانی مانند مهاجران و مسلمانان کرده آنها را غیرقابل همزیستی می‌داند.

## اسلام هراسی
برخی از محققان اظهار داشتند که اسلام هراسی را باید نوعی نژادپرستی فرهنگی قلمداد کرد. دیگران اختلاف نظر دارند، و استدلال می‌کنند که گرچه نژادپرستی فرهنگی مربوط به نمادهای قابل مشاهده تفاوت مانند لباس، آشپزی و زبان است، اسلام هراسی اساساً خصومت دینی است.

## مبارزه با نژادپرستی فرهنگی
کسانی که خواستار ریشه کن کردن نژادپرستی فرهنگی در کشورهای غربی هستند، عموماً بر این باورند که تنها راه آموزش چند فرهنگی و ضد نژادپرستی از طریق شستشوی مغزی در مدارس و دانشگاه‌ها است.